# Тома (ТВ серија)
Тома српска је биографска серија из 2023. године. Oд 23. децембра 2023. године се премијерно емитовала на Суперстар ТВ.,  Последњу улогу одиграо је Борис Комненић.

## Радња
Тома је мини серија у 8 наставака, о певачу народне музике, боему, коцкару, легенди новокомпоноване народне музике, најславнијој и најталентованијој фигури тадашње југословенске естрадне сцене. У постјугословенској ери, након скорашњих ратова, његова музика је остала да спаја људе и посвађане народе; око његовог имена и дела нема расправе, он је био и остао неукаљана звезда и симбол једног времена у коме су, тако кажу, сви добро живели и забављали се.
Заплет приче почиње у тренутку када један стари, уважени доктор у пензији, који се недавно преселио из огромног стана у центру града на сплав на Сави, где живи као вук самотњак, отуђен од људи и родбине, креће у град да одржи предавање студентима медицине на тему докторске етике и односа према пацијенту. Међутим, он, уместо да прича из свог искуства и каже коју реч о својим ставовима и схватањима тог проблема, студентима пушта музику Томе Здравковића, тера их да слушају речи које овај пева и приче које прича. Тада креће прича о Томи и њему, Доктору.
Они су срели на ВМА, у тренутку када Тома ради опроштајну турнеју, а здравље му је већ озбиљно нарушено. Упркос томе, Тома неће да се лечи, односно, хоће да настави да пева, покушава да Тому задржи у болници, да га озбиљно и одговорно лечи, да га уразуми и приволи на сарадњу, да му забрани певање и наступе. Доктор је у то време сушта супротност Томи, није слушао новокомпоновану народну музику, није волео кафану и презирао је такав неодговоран, боемски начин живота. И док се он бори да излечи Тому и свој посао уради како треба, Тома му улази у живот и мења га.
Тома наставља да пева и свако мало пада у болнички кревет, а Доктор, борећи се за његов живот, схвата да је певање за Тому живот и да забрана певања за Тому значи - смрт. Њих двојица пролазе кроз најтежи период Томине болести и Доктор, од тешког противника Томине филозофије живота, постаје Томин најбољи пријатељ и интимус.

## Улоге
| Глумац                | Улога                     |
| --------------------- | ------------------------- |
| Милан Марић           | Тома Здравковић           |
| Тамара Драгичевић     | Силвана Арменулић         |
| Петар Бенчина         | др Алекса Хаџипоповић     |
| Андрија Кузмановић    | менаџер Драган Дрда       |
| Сања Марковић         | Гордана Здравковић        |
| Милан Колак           | Новица Здравковић         |
| Иван Зекић            | Предраг Живковић Тозовац  |
| Оливера Бацић         | Лепа Лукић                |
| Стојша Ољачић         | Зоран Калезић             |
| Небојша Циле Илић     | Цуне Гојковић             |
| Ђорђе Стојковић       | Кемал Монтено             |
| Филип Хајдуковић      | Даворин Поповић           |
| Радомир Николић       | Зоран Радмиловић          |
| Марко Јанкетић        | Мирослав Антић            |
| Саша Вучковић         | Обрад Јововић             |
| Вукота Брајовић       | Радмило Арменулић         |
| Лазар Сакан           | Милоје Орловић            |
| Емил Фетаховић        | Здравко Чолић             |
| Мирјана Карановић     | Косара Здравковић         |
| Слободан Нинковић     | Душан Здравковић          |
| Денис Мурић           | Рама                      |
| Саша Јоксимовић       | Сава Виденовић            |
| Александар Стојковић  | Спахо                     |
| Вукашин Ђорђевић      | мали Тома                 |
| Тамара Мионе          | Рушка                     |
| Јакша Прпић           | Саша, Томин син           |
| Срна Ђенадић          | Тамара                    |
| Тања Пјевац           | медицинска сестра         |
| Сара Цизељ            | медицинска сестра         |
| Јована Кнежевић       | медицинска сестра         |
| Миљан Давидовић       | Исмет Алајбеговић Шербо   |
| Срђан Милетић         | Горан                     |
| Марко Тодоровић       | Рајко                     |
| Марко Живић           | Јуса                      |
| Вељко Стевановић      | кувар Данило              |
| Миливоје Станимировић | конобар                   |
| Лора Орловић          | Сузи                      |
| Теодора Бјелица       | секретарица Бео естрада   |
| Неда Вишњић           | секретарица Бео естрада   |
| Саша Бјелић           | управник КПД              |
| Белма Салкунић        | водитељка Илиџе           |
| Марко Гиздавић        | коцкар                    |
| Муса Халиловић        | коцкар                    |
| Зоран Баранац         | водитељ Музичког каравана |
| Наталија Жугић        | чланица Музичког каравана |
| Никола Пејаковић      | Никола                    |
| Медиха Муслиовић      | Селма                     |
| Енис Бешлагић         | Недим                     |
| Ива Илинчић           | Славица                   |
| Бранка Шелић          | Ханка                     |
| Тамара Шустић         | Олгица                    |
| Никола Малбаша        | Бане                      |
| Ненад Хераковић       | директор хотела Војводина |
| Драган Ђорђевић       | пијани гост               |
| Бошко Воларевић       | ђак                       |
| Дејан Дедић           | Салко                     |
| Марко Павловић        | Шекуларац                 |
| Данило Лончаревић     | Миладиновић               |
| Бранко Јанковић       | Шкобо                     |
| Анка Гаћеша Костић    | Милица                    |
| Милена Радуловић      | Нада                      |
| Татјана Кецман        | Зденка                    |
| Горица Поповић        | газдарица                 |
| Борис Комненић        | Божо                      |
| Сандра Бугарски       | баба на прозору           |
| Милица Томашевић      | Бранка                    |
| Игор Филиповић        | десетар                   |
| Наташа Шестовић       | Јелена                    |
| Иван Максимовић       | водитељ                   |
| Владимир Лисинац      | др Џорџ Кларк             |
| Милица Глоговац       | рецепционерка             |
| Александар Гавранић   | агент                     |
| Недим Незировић       | Руди                      |
| Милица Јаневски       | Тања Бошковић             |
| Војин Ћетковић        | Драган Николић            |
| Срђан Тодоровић       | Бора Тодоровић            |
| Тони Михајловски      | Маџа                      |
| Алексеј Рожнов        | Саша, Томин син           |
| Наташа Перић          | Јаца                      |
| Никола Коља           | Махир                     |
| Ваја Дујовић          | Данка Нововић             |
| Паулина Манов         | Љиљана Хаџипоповић        |
| Јована Јоксимовић     | новинарка                 |
| Кристина Дрљевић      |                           |

## Епизоде
| Сезона | Сезона | Епизоде | Епизоде | Оригинално емитовање | Оригинално емитовање |
| Сезона | Сезона | Епизоде | Епизоде | Премијера            | Финале               |
| ------ | ------ | ------- | ------- | -------------------- | -------------------- |
|        | 1.     | 8       | 8       | 23. децембар 2023.   | 14. јануар 2024.     |

| Бр. у серији | Бр. у сезони | Назив         | Редитељ                                        | Сценариста                                                                                  | Премијерно емитовање |
| --- | ------------ | ------------- | ---------------------------------------------- | ------------------------------------------------------------------------------------------- | -------------------- |
| 1 | 1            | „Епизода 1.1” | Драган Бјелогрлић Ђорђе Војводић Зоран Лисинац | Никола Пејаковић Маја Тодоровић Ранко Божић Хајдана Балетић Драган Бјелогрлић Зоран Лисинац | 23. децембар 2023.   |
| Прва епизода започиње 1991. године када Тома изненада оболи. Док се лекари боре за његов живот, Тома се враћа у време своје ране младости у Печењевцима и дане младости у Лесковцу. Присећа се тренутка када је испред кафане Радан срео Силвану Арменулић, еиховог првог наступа и одласка у Тузлу, где је упознао своју прву љубав Славицу, којој је посветио своју прву ауторску песму. |              |               |                                                |                                                                                             |                      |
| 2 | 2            | „Епизода 1.2” | Драган Бјелогрлић Ђорђе Војводић Зоран Лисинац | Никола Пејаковић Маја Тодоровић Ранко Божић Хајдана Балетић Драган Бјелогрлић Зоран Лисинац | 24. децембар 2023.   |
| Тома одлази у Београд са Славицом. Силвана му је средила наступ на додели награда младих нада народне музике, упознаје велика имена естраде где креће његов успон у каријери. На повратку у Зрењанин Томи и Славици разилазе се путеви. Тома сазнаје да је Славица јако болесна те да ће врло брзо преминути. Тома упознаје своју прву жену Олгицу. |              |               |                                                |                                                                                             |                      |
| 3 | 3            | „Епизода 1.3” | Драган Бјелогрлић Ђорђе Војводић Зоран Лисинац | Никола Пејаковић Маја Тодоровић Ранко Божић Хајдана Балетић Драган Бјелогрлић Зоран Лисинац | 30. децембар 2023.   |
| Томина каријера стагнира и он се пушта пороцима. Олгица је трудна. Тома добија позив за служење војног рока, током којег поновно наилази на Силвану. Тома се враћа из војске и сазнаје да Олгица одлази у Пулу. Година је 1969. У Београду наступа по кафанама, али жели наступати пред тв камерама. Менаџер Дрда му саветује да пише веселије песме. Радмило запроси Силвану, али то није по Томиној вољи, па јој говори да неће доћи на њену свадбу. |              |               |                                                |                                                                                             |                      |
| 4 | 4            | „Епизода 1.4” | Драган Бјелогрлић Ђорђе Војводић Зоран Лисинац | Никола Пејаковић Маја Тодоровић Ранко Божић Хајдана Балетић Драган Бјелогрлић Зоран Лисинац | 31. децембар 2023.   |
| Тома одлази у Сарајево, где упознаје нове пријатеље и тамо поново запада у невоље. Дрда је у паници када Тома изненада нестане пре наступа на фестивалу. Након победе на фестивалу Илиџа, Тома постаје славан. Све више је опседнут играма на срећу и своју тугу утапа у алкохолу. |              |               |                                                |                                                                                             |                      |
| 5 | 5            | „Епизода 1.5” | Драган Бјелогрлић Ђорђе Војводић Зоран Лисинац | Никола Пејаковић Маја Тодоровић Ранко Божић Хајдана Балетић Драган Бјелогрлић Зоран Лисинац | 6. јануар 2024.      |
| Тома се развесели када га посети мајка. Тома посети свог брата у Крушевцу. Силвану разбесни новинарско питање. Тома Силвани пише песму која постаје хит. На такмичењу лепоте за мис Јадрана Тома се заљуби у девојку која га потпуно очара. |              |               |                                                |                                                                                             |                      |
| 6 | 6            | „Епизода 1.6” | Драган Бјелогрлић Ђорђе Војводић Зоран Лисинац | Никола Пејаковић Маја Тодоровић Ранко Божић Хајдана Балетић Драган Бјелогрлић Зоран Лисинац | 7. јануар 2024.      |
| У лето 1975. год Тома своју жену Наду развесели с даровима када се врати из Немачке. Силвана их позива на вечеру, након које избија свађа. Када Тома поново оде у Немачку, постаје сумњичав јер му се Нада не јавља на телефонске позиве, па шаље Новицу да провери шта се догађа. Брат наилази на неочекиван призор. Кад Тома оде у Америку, дешава се трагични догађај. |              |               |                                                |                                                                                             |                      |
| 7 | 7            | „Епизода 1.7” | Драган Бјелогрлић Ђорђе Војводић Зоран Лисинац | Никола Пејаковић Маја Тодоровић Ранко Божић Хајдана Балетић Драган Бјелогрлић Зоран Лисинац | 13. јануар 2024.     |
| Након Силванине трагичне смрти, Тома се поново нађе на дну и своју тугу утапа у алкохолу. Гоца га обрадује неочекиваном вешћу. Жели да престане пити, јер је забринута за његово здравствено стање, па га одводи доктору. Након прегледа, доктор Тому шокира с дијагнозом. Када се врати у Југославију, Тома одлучује да предузме храбре кораке. |              |               |                                                |                                                                                             |                      |
| 8 | 8            | „Епизода 1.8” | Драган Бјелогрлић Ђорђе Војводић Зоран Лисинац | Никола Пејаковић Маја Тодоровић Ранко Божић Хајдана Балетић Драган Бјелогрлић Зоран Лисинац | 14. јануар 2024.     |
| Лекар Хаџипоповић и његова супруга Љиљана одлазе на Томин концерт. Гоца их позива на вечеру и сви стижу у ресторан. И док Тома забавља публику, доктор попреко гледа своју супругу која се потпуно опустила уз музику. Убрзо, Љиљана изненади супруга признањем. Тома учини што је лекар тражио од њега и Љиљани посвети своју нову песму. Тома доживи саобраћајну несрећу. Хаџипоповић жури у болницу како би га хитно оперисао. Гоца осећа кривицу. Тома не жели више певати, но лекар га увери да се врати на бину. Тома изненади старе пријатеље гостовањем у Сарајеву за време Олимпијских игара док му се све чешЋе јавља Рушка, његова прва љубав, која га зове да пође с њом... |              |               |                                                |                                                                                             |                      |